# Халепский пакт
Халепский пакт (греч. Σύμβαση της Χαλέπας) или Халепская хартия (Χάρτης της Χαλέπας) — соглашение, заключённое в 1878 году между Османской империей (султан Абдул-Хамид II) и представителями Критского революционного комитета, закрепившее широкую автономию острова Крит. Названо в честь Халепы (ныне район Ханьи), где оно было подписано.

## История
После Русско-турецкой войны 1877—1878 и Берлинского трактата османское правительство обязалось провести административные реформы для устранения дискриминации христианского населения. Остров
Крит, с 1669 года османская провинция, был одним из таких случаев. Со времён начала греческой войны за независимость в 1821 году, христианские критяне раз за разом восставали против османского ига, стремясь к объединению с Грецией. Начиная с 1875 года на острове продолжалось восстание, и был создан Революционный комитет из критян.
В качестве примирительного жеста султан впервые назначил грека-христианина, Костаса Адосидиса, генерал-губернатором (вали) острова. После Берлинского трактата на остров был отправлен Мухтар-паша для переговоров с Революционным комитетом.
15 октября (27 октября по новому стилю) 1878 года, окончательное соглашение было достигнуто и подписано в доме журналиста Костиса Мицотакиса (деда будущего премьер-министра Греции и прадеда ещё одного) в Халепе. Оно постановило:
- Остров Крит должен управляться генерал-губернатором со сроком пребывания на посту в пять лет; если генерал-губернатор христианин, то его заместителем должен быть мусульманин, и наоборот
- Общественные должности будут занимать коренные критяне, а греческий будет языком в суде
- Часть собираемого на острове налога будет оставаться на Крите для местных нужд, кроме того, Криту предоставляются определённые налоговые вычеты
- Число христианских субпровинциальных губернаторов будет больше числа мусульманских
- Остров будет охранять новосозданная критская жандармерия, набранная из местных жителей
- Разрешено публичное употребление греческого языка, открытие грекоязычных ассоциаций, газет и т. п.
- Объявляется всеобщая амнистия всем повстанцам, а населению разрешено лицензированное владение оружием

Соглашение объявлялось более важным, чем любые прошлые и будущие османские законы, и даже чем противоречащие ему положения Османской конституции. В результате Крит становился автономным государством в составе Османской империи. Пакт в целом выполнялся до 1889 года, когда его отменил Ахмед Джевад-паша. Отмена пакта привела к очередному восстанию на Крите в 1895—1898 годах, и ко греко-турецкой войне, после которой Османская империя покинула Крит, и на острове возникло автономное Критское государство. В 1912—1913 годах Крит вошёл в состав Греции по итогам Балканских войн.